# しのぶ (美空ひばりの曲)
「しのぶ」は、美空ひばりのシングル。1985年10月21日に日本コロムビアから発売された。

## 解説
- 元は、1983年に発売されたオリジナル・アルバム「残侠子守唄」の中に収録されていた曲である。当時、ひばりの実弟で母・喜美枝亡き後、プロデューサーとして活躍していた哲也は本曲のシングル・カットを熱望していたが、その時はアルバムの表題曲である「残侠子守唄」がシングルに選ばれた[1]。

- だが、ひばりにもスタッフにも本曲に対する思い入れは残っており、アルバム発売から二年後にシングル化が実現した。なお、シングル発売と同時に1983年発売のアルバム「残侠子守唄」（LP発売、当初本曲が収録されていたアルバム）が、タイトルを本楽曲に変更して発売された（CD発売）。

- なお、再レコーディングの際、ひばりは曲の合間にセリフを入れようと考えていたそうだが「歌い切れてる詩」だと判断し、取りやめたという。

## 収録曲

### アルバム・バージョン
1. しのぶ
  - 作詞：吉岡治、作曲：市川昭介、編曲：池多孝春

### シングル・バージョン
1. しのぶ
  - 編曲：佐伯亮
2. 龍馬残影
  - 作詞：吉岡治、作曲：市川昭介、編曲：佐伯亮

### 1991年盤
1. 柔
  - 作詞：関沢新一、作曲：古賀政男、編曲：佐伯亮
2. しのぶ
  - 作詞：吉岡治、作曲：市川昭介、編曲：佐伯亮

## アルバム「しのぶ」収録曲（1985年10月21日発売）
1. 残侠子守唄
2. しのぶ
3. 花しぐれ
4. 夕霧草
5. 木場の女
6. 人生吹きだまり
7. 湯の宿
8. 酒酔草
9. 霧の東京
10. 人生松竹梅